# Presynaptiphilus acrocnidae
Presynaptiphilus acrocnidae is een eenoogkreeftjessoort uit de familie van de Synaptiphilidae. De wetenschappelijke naam van de soort is voor het eerst geldig gepubliceerd in 1960 door Bocquet & Stock.